# Amazona ochrocephala
El loro real amazónico (Amazona ochrocephala), también llamado loro de corona amarilla, es una especie de ave psitaciforme de la familia Psittacidae nativa de casi toda América con subespecies desde el sur de México a Perú, Brasil, Bolivia, Colombia y Venezuela. Hay poblaciones de la subespecie oratrix en el sur de California, Florida y Puerto Rico.

## Descripción
Mide 35-37 cm de longitud; tiene un plumaje predominantemente verde, cara y coronilla amarilla, pico pálido, ojos naranjas, anillo ocular blanco, y flashes rojos en la espalda hacia las alas. Es difícil saber el género, porque los machos y las hembras no difieren en plumaje; el juvenil tiene color amarillo restringido a la coronilla y falta el rojo.
Para identificar a una hembra, se necesita saber que tiene más plumas rojas en sus alas y en cambio los machos poco. Igual en su pico, las hembras tienen en su pico un color negro y en cambio los machos también tienen pero muy poco.

## Hábitat
Es un ave de arbolados caducifolios tropicales, arbustales espinosos, bosques de pinos, manglares, sabanas de pinos, tierra arable cultivada, áreas urbanas. Es estrictamente un ave de tierras bajas

## Comportamiento y reproducción

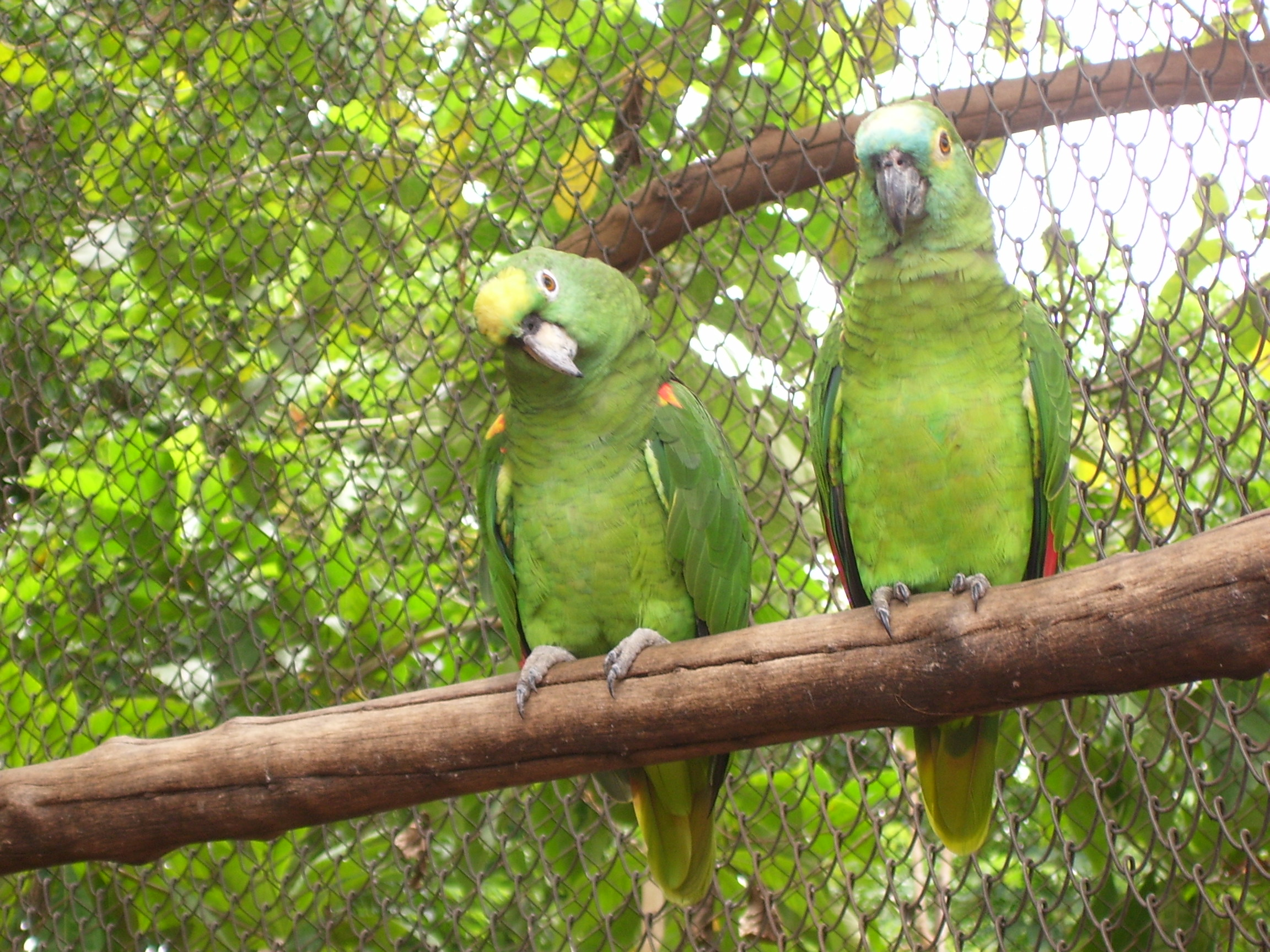
Amazona ochrocephala (izquierda) y Amazona aestiva (derecha).

Se los halla normalmente de a pares, más que en bandadas. Comen frutos, nueces, semillas, bayas, maníes, etc.
En cautividad este loro es un excelente hablador, y son animales que generalmente necesitan amor y confianza de sus dueños, y también los ama al ser loros de carácter dócil y tranquilo. Son muy inteligentes, y pueden llegar a ser excelentes conversadores.
Su nido es usualmente en cavidades de árboles donde pone tres o cuatro huevos. Su tiempo de incubación varía de 25-26 días. Los pichones permanecen en el nido de 21-70 días.

## Subespecies
Hay diez subespecies listadas por la IUCN. La clasificación presenta dificultades, ya que las subespecies se encuentran muy estrechamente relacionadas, más de lo habitual en otras especies de loros. Además se han realizado pocos estudios genéticos. Algunas autoridades suelen dividir A. ochrocephala en tres especies: A. ochrocephala, A. auropalliata, y A. oratrix. La clasificación es descrita como un "dolor de cabeza taxonómico", y la IUCN no sólo las lista como subespecies, sino que también las lista como subespecies separadas. Esa triple vía dividida, aunque ampliamente usada, no tiene soporte científico.
Las diez subespecies son:
- Amazona ochrocephala auropalliata:[3] loro de nuca amarilla, sur de México al noroeste de Costa Rica.
- Amazona ochrocephala belizensis: Belice.
- Amazona ochrocephala caribea:  isla Bahía, Honduras.
- Amazona ochrocephala nattereri: sur de Colombia, este de Ecuador, este de Perú, norte de Bolivia, oeste de Brasil.
- Amazona ochrocephala ochrocephala:[1] este de Colombia, Venezuela, Trinidad (Trinidad y Tobago), Guyana, Surinam, Guyana Francesa, bajando a Pará, Brasil.
- Amazona ochrocephala oratrix:[4] loro de cabeza amarilla, tierras bajas del Pacífico y del Atlántico, de México.
- Amazona ochrocephala panamensis: loro panameño, oeste de Panamá a noroeste de Colombia.
- Amazona ochrocephala parvipes: noreste de Honduras y norte de Nicaragua.
- Amazona ochrocephala tresmariae: Islas Marías, centro oeste de México.
- Amazona ochrocephala xantholaema: isla Marajó, en el delta del Amazonas del norte de Brasil.

Otras subespecies a veces mencionadas en la literatura son Amazona ochrocephala hondurensis de Honduras, y normalmente incluida con otra de las subespecies de Honduras, Amazona ochrocephala guatemalensis, nativa de Guatemala, que es incluida con A. o. belizensis, y con Amazona ochrocephala magna, de las costas del Caribe, de México, generalmente considerada inválida.

## Amenazas
La especie está catalogada como especie bajo preocupación menor por la UICN. Sin embargo, su población va decreciendo, debido al tráfico de mascotas y la pérdida de hábitat. Es por ello que te pedimos que por ningún motivo compres loros de manera ilegal, ya que su venta está prohibida, y podrías estar contribuyendo a la extinción de este bello animal.